# Antipterna
Antipterna é um gênero de traça pertencente à família Agonoxenidae.